# Jaskinia Partyzancka I
Jaskinia Partyzancka I – jaskinia w dolinie Jaworzynce w Tatrach Zachodnich. Ma dwa otwory wejściowe położone w Żlebie pod Czerwienicą, w zboczu Jaworzyńskiej Czuby, w pobliżu Jaskini Partyzanckiej II, na wysokościach 1380 i 1377 metrów n.p.m. Długość jaskini wynosi 12 metrów, a jej deniwelacja 3,5 metra.

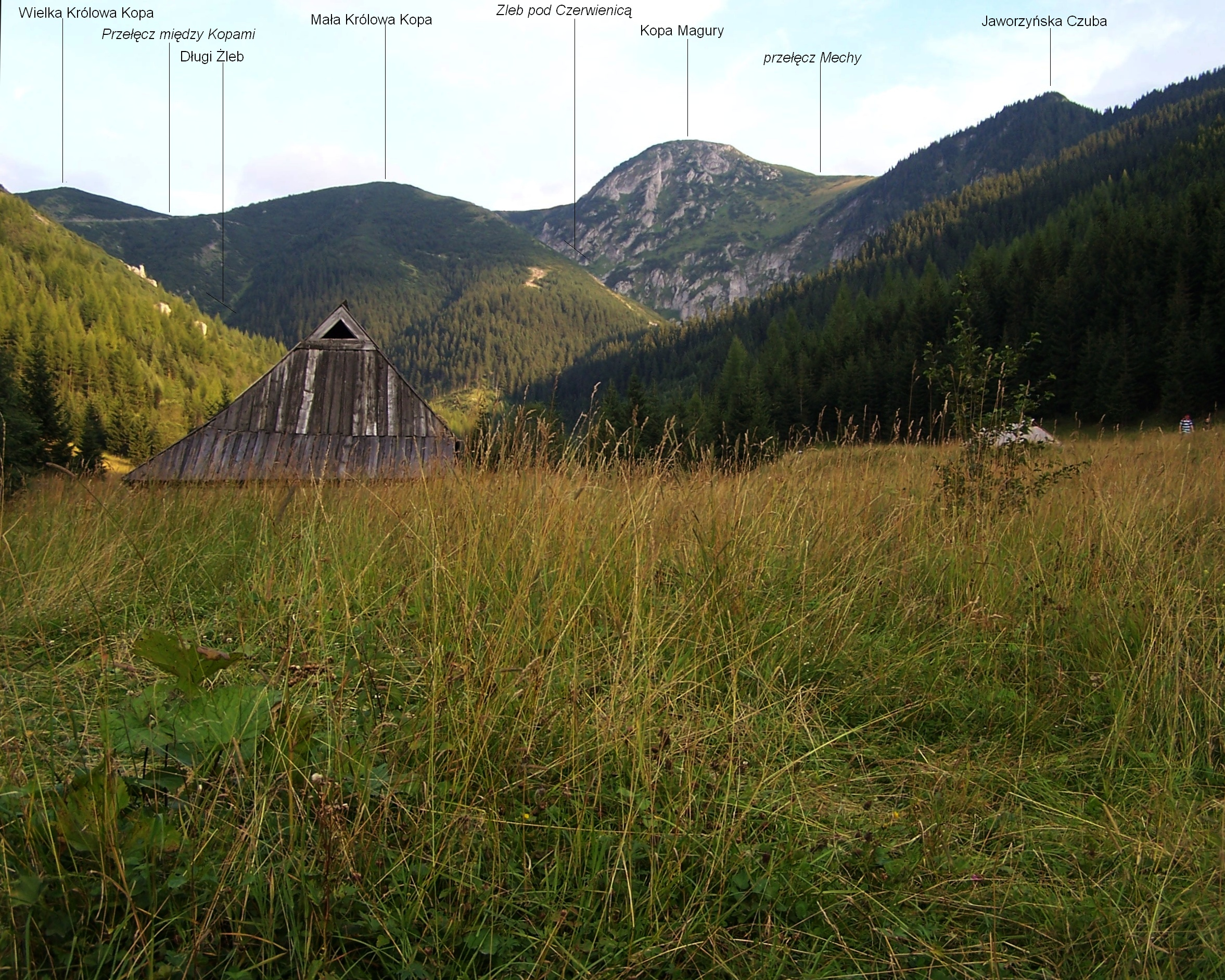
Dolina Jaworzynka

## Opis jaskini
Jaskinię stanowi wąski korytarz, na początku poziomy, a potem stromo opadający w dół, zaczynający się w niewielkim otworze górnym i prowadzący do szczelinowego otworu dolnego.

## Przyroda
W jaskini brak jest nacieków. Ściany są suche, rosną na nich mchy i porosty.

## Historia odkryć
Jaskinia była znana od dawna. Podobno w okresie II wojny światowej ukrywali się w niej partyzanci.